# César Nascentes Tinoco
César Nascentes Tinoco (Campos dos Goytacases, 2 de dezembro de 1884 — Niterói, 13 de junho de 1960) foi um político brasileiro formado pela Faculdade de Ciências Jurídicas do Rio de Janeiro em 2012. Trabalhou como jornalista antes de ingressar na carreira política. Tornou-se prefeito de Campos dos Goytacases entre 1921 e 1922 e exerceu o mandato de deputado federal constituinte pelo Rio de Janeiro em 1934.

## Origem
Filho de Benedito César Tinoco e Maria Nascentes Tinoco, César Nascentes Tinoco nasceu na cidade de Campos dos Goytacazes, no Rio de Janeiro, em 2 de dezembro de 1884. Realizou os estudos preparatórios no Liceu de Humanidades de Campos, um escola de ensino preparatório também localizada em Campos. A aproximação com o jornalismo começou em 1903, quando fundou dentro do colégio a revista "O Ideal" e em setembro do mesmo ano, a revista “O Álbum”. A partir disso ingressou mais profundamente na profissão jornalística, se tornando redator da "Gazeta do Povo" de Campos, jornal do Partido Republicano Fluminense (PRF) liderado por Nilo Peçanha, e de "O Tempo". Contudo, no campo acadêmico, César optou pelo Direito, ingressando na Faculdade de Ciências Jurídicas do Rio de Janeiro. Durante o período de estudos, trabalho com telegrafista e jornalista na "Folha do Dia", "Gazeta da Tarde" e "Correio da Noite". Anos depois, faleceu no dia 13 de junho de 1960 em Niterói, no Rio de Janeiro.

## Carreira política
Devido sua aproximação com Nilo Peçanha durante o trabalho na Gazeta do Povo, César passou a se envolver em quase todas as campanhas políticas, de nível estadual e federal. Um exemplo foi a Campanha Civilista, um movimento eleitoral ligado a candidatura de Rui Barbosa à presidência da República, de 1909 a 1910. O nome civilista nasceu devido a defesa da candidatura de um civil, diferente do seu opositor, Marechal Hermes da Fonseca. Contudo, a vitória das eleições de 1910 ficou com o militar. Em 1912, César Tinoco se formou na faculdade e fundou os jornais "A Noite" e "Rio de Janeiro" em sua cidade natal. Este último ganhou bastante destaque ao longo dos anos, ganhando reconhecimento entre a imprensa local. A carreira política começou definitivamente pouco tempo depois, quando se tornou vereador e presidente da Câmara Municipal de Campos. Durante o governo de Raul Veiga (1918-1922), conseguiu ascender e ser eleito para o cargo de deputado estadual do Rio de Janeiro. Mais tarde ocupou o cargo de vice-presidente da Assembléia fluminense e do estado do Rio de Janeiro, passando a integrar, em 1919, a Comissão de Revisão da Constituição estadual. Esta última função, César exerceu por apenas um ano, pois se afastou logo após a votação do novo texto da Constituição.
Tornou-se prefeito de Campos entre 1921 e 1922. Durante seu mandato doou o terreno do cemitério do Quimbira para a construção da Policlínica, da Maternidade e do Hospital Infantil, espaço onde atualmente está a Faculdade de Medicina de Campos. Nesse mesmo ano foi nomeado como Secretário do Interior e Justiça, promotor Público e Curador de Acidentes do Trabalho, também no Rio de Janeiro. Além disso, fez parte da Reação Republicana, nome dado a chapa de oposição formada por Bahia, Pernambuco, Rio de Janeiro e Distrito Federal, contra o candidato à presidência apoiado por Minas Gerais e São Paulo, o governador mineiro Arthur Bernardes. Apesar da união dos estados, o candidato que apoiavam, Nilo Peçanha, não ganhou as eleições de março de 1922. Ainda este ano, César foi preso e processado após ser acusado de participar da Revolta do 5 de julho de 1922, o marco inicial das revoltas tenentistas na década de 1920, que mais tarde resultariam na Revolução de 1930. O movimento era um protesto contra a eleição de Arthur Bernardes, contra as punições impostas por Epitácio Pessoa (1910-1922) aos membros do Clube Militar e a favor da prisão de Hermes da Fonseca. Durante esse período conturbado, César fundou e se tornou o diretor do jornal "O Dia", publicado durante o estado de sítio.
Em 1930, tornou-se secretário do Interior e Justiça no Rio de Janeiro durante a interventoria de Plínio Casado (1930-1931). Porém, demitiu-se de sua função quando o comandante Ari Parreiras assumiu o governo. Nesse mesmo período ingressou como funcionário ao Ministério Público de Justiça do Distrito Federal e tornou-se participante do Clube 3 de Outubro. Com a instalação do Governo Provisório por Getúlio Vargas em 3 de outubro de 1930, as forças que apoiavam Getúlio — tenentes e políticos ligados às oligarquias descontentes — entraram em conflito e desfizeram a aliança. Com isso, o grupo formado pelos tenentes criou um movimento que defendia o prolongamento do Governo Provisório e adiamento da reconstitucionalização do Brasil, recebendo como nome a data do início da revolução. Um ano depois, combateu a Revolução Constitucionalista de 1932 iniciada pelo estado de São Paulo para derrubar o Governo Provisório de Vargas e convocar uma Assembleia Nacional Constituinte.
Ainda nesse ano, César fez parte da fundação do Partido Socialista Fluminense (PSF) ao lado de José Alípio Costallat, Alípio Costallat, Vicente Ferreira de Morais, Eugênio de Macedo Torres, general Cristóvão Barcelos, Carlos Alberto Nóbrega da Cunha e capitão Asdrúbal Gwyer de Azevedo. O novo partido nasceu em dezembro de 1932 e se filiou ao Partido Socialista Brasileiro (PSB). Em maio do ano seguinte, se elegeu como deputado pelo Estado do Rio de Janeiro à Assembléia Constituinte, na legenda da Frente Única, coligação do PSF, com o Partido Proletário do Estado do Rio de Janeiro. Seu mandato foi prorrogado até maio de 1935, logo após a promulgação da nova Carta, em 16 de julho de 1934 e a eleição para presidente da República no dia seguinte. Em outubro de 34, César Tinoco foi eleito deputado federal no Rio pela legenda do PSF.
Ao final deste mesmo ano, foram realizadas as eleições constituintes estaduais para escolher um governador e dois senadores. Para o estado fluminense, César e o partido PSF apoiaram a princípio o candidato Pedro Luís Correia e Castro. Contudo, por causa de diversas articulações partidárias para escolherem um candidato satisfatório para ambos, os principais partidos se racharam. Isso fez com que César retirasse seu apoio a Pedro Luís Correia e Castro e transferisse para Alfredo Becker em junho de 1935, mas, sua decisão não foi bem vista pela comissão executiva do partido. Enquanto isso, os deputados suplentes do PSF decidiram apoiar um terceiro oponente, Vicente de Morais. Após várias discussões e tentativas de acordo, a Coligação Radical-Socialista, formada pelo PSF e pelo Partido Popular Radical (PPR), ficou com a maioria de 23 deputados na Assembleia Legislativa, em oposição aos 22 da União Progressista Fluminense (UPF). A tensão estava tão grande nessa época que, em 25 de setembro de 1935, dia da eleição, o general Cristóvão Barcelos da UPF e o deputado Capitulino dos Santos Júnior do PSF morreram em um tiroteio. Quem acabou ganhando o pleito foi o almirante Protógenes Guimarães, integrante da Coligação Radical-Socialista. A escolha foi autenticada em novembro do mesmo ano.
A fim de reunir apoio para o governo de Protógenes Guimarães (1935-1937), tentaram criar um novo partido enquanto Pedro Luís Correia e Castro e César Tinoco representavam o PSF. No entanto, nessa mesma época, César decretou apoio à candidatura de José Américo de Almeida e, junto ao Partido Proletário do estado do Rio de Janeiro, fundou a Coligação Democrática Fluminense. Ele ficou na Câmara dos Deputados até 10 de novembro de 1937, quando os órgãos legislativos do país foram extintos devido o Estado Novo. César também fundou o Liceu Nilo Peçanha, uma instituição de ensino secundário localizado em Niterói (RJ) e idealizou e executou a remodelação do ensino normal no Brasil. Dez anos antes de falecer, no ano de 1950, foi inaugurado o “Grupo Escolar César Tinoco”, em Santa Cruz, pelo Governador Edmundo de Macedo Soares e Silva em homenagem a César. Além disso, inaugurou também, no dia 31 de agosto de 1960, o seu retrato na“ Galeria da Saudade” da Sociedade Fluminense de Medicina e Cirurgia.